# (27764) von Flüe
(27764) von Flue, désignation internationale (27764) von Flüe, est un astéroïde de la ceinture principale.

## Description
(27764) von Flue est un astéroïde de la ceinture principale. Il fut découvert le 10 septembre 1991 à Tautenburg par Freimut Börngen. Il présente une orbite caractérisée par un demi-grand axe de 2,92 UA, une excentricité de 0,06 et une inclinaison de 2,1° par rapport à l'écliptique.

## Compléments